# Cúp bóng đá Ukraina 2007–08
Cúp bóng đá Ukraina 2007–08 là mùa giải thứ 17 của giải đấu bóng đá loại trực tiếp hàng năm ở Ukraina.
Giải đấu khởi tranh với Vòng 32 đội, nhưng cũng có nhiều vòng loại trước đó. Khá nhiều đội từ Giải bóng đá hạng nhì quốc gia Ukraina không nộp đăng ký để tham gia mùa này: FC Arsenal Bila Tserkva, FC Nyva-Svitanok Vinnytsia là ví dụ.

## Phân bổ đội bóng
Có 54 đội bóng tham gia giải đấu cúp mùa này.

### Phân phối
|                             |                             | Đội bóng tham gia vòng này                                                                               | Đội bóng vượt qua vòng trước        |
| --------------------------- | --------------------------- | --- | ----------------------------------- |
| Vòng loại thứ nhất (14 đội) | Vòng loại thứ nhất (14 đội) | - 13 đội từ Giải hạng nhì (xếp hạt giống thấp hơn) - 1 đội từ đội vô địch Cúp nghiệp dư (Halychyna Lviv) |                                     |
| Vòng loại thứ hai (28 đội)  | Vòng loại thứ hai (28 đội)  | - 17 đội từ Giải hạng nhất (xếp hạt giống thấp hơn) - 4 đội từ Giải hạng nhì (xếp hạt giống cao hơn)     | - 7 đội thắng từ vòng loại thứ nhất |
| Vòng đấu chính (32 đội)     | Vòng đấu chính (32 đội)     | - 16 đội từ Giải vô địch quốc gia - 2 đội từ Giải hạng nhất (xếp hạt giống cao hơn)                      | - 14 đội thắng từ vòng loại thứ hai |

### Ngày thi đấu và bốc thăm
Tất cả các lễ bốc thăm đều diễn ra ở trụ sở FFU (Building of Football) ở Kiev.
| Giai đoạn      | Vòng               | Ngày bốc thăm                                         | Ngày thi đấu                                          | Ngày thi đấu                                          |
| Giai đoạn      | Vòng               | Ngày bốc thăm                                         | Lượt đi                                               | Lượt về                                               |
| -------------- | ------------------ | ----------------------------------------------------- | ----------------------------------------------------- | ----------------------------------------------------- |
| Vòng loại      | Vòng loại thứ nhất | ?                                                     | 20 tháng 7 năm 2007                                   | 20 tháng 7 năm 2007                                   |
| Vòng loại      | Vòng loại thứ hai  | 25 tháng 7 năm 2007                                   | 5,8 tháng 8 năm 2007                                  | 5,8 tháng 8 năm 2007                                  |
| Vòng đấu chính | Vòng 32 đội        | ?                                                     | 24–26 tháng 9 năm 2007                                | 24–26 tháng 9 năm 2007                                |
| Vòng đấu chính | Vòng 16 đội        | ?                                                     | 31 tháng 10 năm 2007                                  | 31 tháng 10 năm 2007                                  |
| Vòng đấu chính | Tứ kết             | ?                                                     | tháng 12 năm 2007                                     | tháng 12 năm 2007                                     |
| Vòng đấu chính | Bán kết            | ?                                                     | 19 tháng 3 năm 2008                                   | 16 tháng 4 năm 2008                                   |
| Vòng đấu chính | Chung kết          | 7 tháng 5 năm 2008 tại Sân vận động Metalist, Kharkiv | 7 tháng 5 năm 2008 tại Sân vận động Metalist, Kharkiv | 7 tháng 5 năm 2008 tại Sân vận động Metalist, Kharkiv |

## Lịch thi đấu

### Vòng loại thứ nhất
Các trận đấu ở vòng loại thứ nhất diễn ra vào ngày 20 tháng 7 năm 2007.
| "Nafkom"(Brovary)         | 5:0 | "Olimpik"(Kirovohrad)                 |          |
| Halychyna (Lviv)          | 3:2 | "Enerhiya"(Yuzhnoukrainsk)            | (s.h.p.) |
| "Kremin"(Kremenchuk)      | 1:0 | "Podillya-Khmelnytskyi"(Khmelnytskyi) |          |
| "Olimpik"(Donetsk)        | 3:2 | "Shakhtar"(Sverdlovsk)                | (s.h.p.) |
| "Khimik"(Krasnoperekopsk) | 0:2 | "OLKOM"(Melitopol)                    |          |
| "Arsenal"(Kharkiv)        | 4:0 | "Komunalnyk"(Luhansk)                 |          |
| Hirnyk-Sport(Komsomolsk)  | 4:0 | "Hazovyk-KHV"(Kharkiv)                |          |

### Vòng loại thứ hai
Các trận đấu của vòng loại thứ hai diễn ra vào ngày 8 tháng 8 năm 2007, ngoại trừ trận FC Halychyna Lviv và PFC Olexandria diễn ra ngày 5 tháng Tám.
Các đội bóng FC Stal Alchevsk và FC Illychivets Mariupol đi thẳng vào vòng tiếp theo, vì thứ hạng của Alchevsk và Mariupol là cao nhất và nằm giữa các đội bóng khác ở Giải hạng nhất.
| Halychyna (Lviv)         | 0:1 | "Oleksandria"                   |                  |
| "Dnister"(Ovidiopol)     | 1:1 | "Krymteplytsia"(Molodizhne)     | (s.h.p.), pk 3:1 |
| "Titan"(Armyansk)        | 2:1 | "CSKA"(Kiev)                    |                  |
| "Kniazha"(Schaslyve)     | 1:0 | "OLKOM"(Melitopol)              |                  |
| "Nyva"(Ternopil)         | 2:0 | "Feniks-Illychivets"(Kalynine)  |                  |
| "Nafkom"(Brovary)        | 0:2 | "Sevastopol"                    |                  |
| Lviv                     | 3:0 | "Prykarpattia"(Ivano-Frankivsk) |                  |
| "Helios"(Kharkiv)        | 2:2 | "Stal"(Dniprodzerzhynsk)        | (s.h.p.), pk 3:0 |
| "Enerhetyk"(Burshtyn)    | 4:2 | "Volyn"(Lutsk)                  | (s.h.p.)         |
| "Olimpik"(Donetsk)       | 2:1 | "Hirnyk-Sport"(Komsomolsk)      | (s.h.p.)         |
| "Yednist"(Plysky)        | 3:3 | "Kremin"(Kremenchuk)            | (s.h.p.), pk 3:2 |
| "Desna"(Chernihiv)       | 0:0 | "Dnipro"(Cherkasy)              | (s.h.p.), pk 6:5 |
| "Ihroservis"(Simferopol) | 3:1 | "Obolon"(Kiev)                  |                  |
| "Arsenal"(Kharkiv)       | 1:2 | "Mykolaiv"                      |                  |

### Cặp đấu
| Vòng 32 đội          | Vòng 32 đội |  |                       | Vòng 16 đội        | Vòng 16 đội |  |  | Quarter-finals       | Quarter-finals |  |  | Semi-finals      | Semi-finals |  |  | Final            | Final |
|                      |             |  |                       |                    |             |  |  |                      |                |  |  |                  |             |  |  |                  |       |
| MFK Mykolaiv         | 0           |  |                       |                    |             |  |  |                      |                |  |  |                  |             |  |  |                  |       |
| Shakhtar Donetsk     | 1           |  |                       | Shakhtar Donetsk   | 4           |  |  |                      |                |  |  |                  |             |  |  |                  |       |
| Helios Kharkiv       | 0           |  | Arsenal Kyiv          | 1                  |             |  |  |                      |                |  |  |                  |             |  |  |                  |       |
| Arsenal Kyiv         | 2           |  |                       |                    |             |  |  | Vorskla Poltava      | 1              |  |  |                  |             |  |  |                  |       |
| Dniester Ovidiopol   | 2           |  |                       |                    |             |  |  | Shakhtar Donetsk     | 4              |  |  |                  |             |  |  |                  |       |
| Enerhetyk Burshtyn   | 0           |  |                       | Dniester Ovidiopol | 0           |  |  |                      |                |  |  |                  |             |  |  |                  |       |
| Vorskla Poltava      | 2           |  | Vorskla Poltava       | 1                  |             |  |  |                      |                |  |  |                  |             |  |  |                  |       |
| FC Kharkiv           | 0           |  |                       |                    |             |  |  |                      |                |  |  | Chornomorets     | 1           |  |  |                  |       |
| Tytan Armyansk       | 0           |  |                       |                    |             |  |  |                      |                |  |  | Shakhtar Donetsk | 5           |  |  |                  |       |
| Chornomorets         | 3           |  |                       | Chornomorets(p)    | 2           |  |  |                      |                |  |  |                  |             |  |  |                  |       |
| PFC Sevastopol       | 1           |  | Metalist Kharkiv      | 2                  |             |  |  |                      |                |  |  |                  |             |  |  |                  |       |
| Metalist Kharkiv     | 3           |  |                       |                    |             |  |  | Illichivets Mariupol | 2              |  |  |                  |             |  |  |                  |       |
| Knyazha Schaslyve    | 0           |  |                       |                    |             |  |  | Chornomorets         | 5              |  |  |                  |             |  |  |                  |       |
| Illichivets Mariupol | 1           |  |                       | FC Lviv            | 1           |  |  |                      |                |  |  |                  |             |  |  |                  |       |
| FC Lviv              | 2           |  | Illichivets Mariupol  | 2                  |             |  |  |                      |                |  |  |                  |             |  |  |                  |       |
| Zakarpattia Uzhhorod | 1           |  |                       |                    |             |  |  |                      |                |  |  |                  |             |  |  | Shakhtar Donetsk | 2     |
| Olimpik Donetsk      | 1           |  |                       |                    |             |  |  |                      |                |  |  |                  |             |  |  | Dynamo Kyiv      | 0     |
| Desna Chernihiv      | 2           |  |                       | Desna Chernihiv    | 1           |  |  |                      |                |  |  |                  |             |  |  |                  |       |
| Naftovyk Okhtyrka    | 2           |  | Naftovyk Okhtyrka(p)  | 1                  |             |  |  |                      |                |  |  |                  |             |  |  |                  |       |
| Zorya Luhansk        | 1           |  |                       |                    |             |  |  | Naftovyk Okhtyrka    | 2              |  |  |                  |             |  |  |                  |       |
| Yednist' Plysky      | 0           |  |                       |                    |             |  |  | Metalurh Donetsk     | 4              |  |  |                  |             |  |  |                  |       |
| Stal Alchevsk        | 3           |  |                       | Stal Alchevsk      | 1           |  |  |                      |                |  |  |                  |             |  |  |                  |       |
| PFC Oleksandria      | 1           |  | Metalurh Donetsk      | 2                  |             |  |  |                      |                |  |  |                  |             |  |  |                  |       |
| Metalurh Donetsk     | 2           |  |                       |                    |             |  |  |                      |                |  |  | Dynamo Kyiv      | 3           |  |  |                  |       |
| Metalurh Zaporizhia  | 0           |  |                       |                    |             |  |  |                      |                |  |  | Metalurh Donetsk | 1           |  |  |                  |       |
| Tavriya Simferopol   | 1           |  |                       | Nyva Ternopil      | 0           |  |  |                      |                |  |  |                  |             |  |  |                  |       |
| Nyva Ternopil        | 1           |  | Tavriya Simferopol(p) | 0                  |             |  |  |                      |                |  |  |                  |             |  |  |                  |       |
| Kryvbas Kryvyi Rih   | 0           |  |                       |                    |             |  |  | Tavriya Simferopol   | 2              |  |  |                  |             |  |  |                  |       |
| Ihroservice          | 1           |  |                       |                    |             |  |  | Dynamo Kyiv          | 3              |  |  |                  |             |  |  |                  |       |
| Karpaty Lviv         | 0           |  |                       | Ihroservice        | 1           |  |  |                      |                |  |  |                  |             |  |  |                  |       |
| Dynamo Kyiv          | 2           |  | Dynamo Kyiv           | 4                  |             |  |  |                      |                |  |  |                  |             |  |  |                  |       |
| Dnipro               | 0           |  |                       |                    |             |  |  |                      |                |  |  |                  |             |  |  |                  |       |

### Vòng 32 đội
Vòng này có sự tham gia của tất cả 16 đội từ Giải vô địch quốc gia. Các đội bóng này được bốc thăm với 16 đội thắng từ vòng trước, là các đội sẽ được chơi trên sân nhà vòng này. Các trận đấu diễn ra vào ngày 24-26 tháng 9 năm 2007.
| Dnister Ovidiopol (1L)                 | 2 – 0    | (1L) Enerhetyk Burshtyn |
| -------------------------------------- | -------- | ----------------------- |
| Zghura 26' · Hilazyev 83' · Zghura 90' | Chi tiết |                         |

| Naftovyk Okhtyrka (PL)                   | 2 – 0    | (PL) Zorya Luhansk |
| ---------------------------------------- | -------- | ------------------ |
| Tsimakuridze 15' (l.n.) · Karakevych 35' | Chi tiết |                    |

| Oleksandria (1L) | 1 – 2 (s.h.p.) | (PL) Metalurh Donetsk      |
| ---------------- | -------------- | -------------------------- |
| Honchar 73'      | Chi tiết       | Mendoza 4' · Cruyff 105+1' |

| Olimpik Donetsk (2L) | 1 – 2    | (1L) Desna Chernihiv        |
| -------------------- | -------- | --------------------------- |
| Arefyev 64'          | Chi tiết | Kolodin 56' · Matkevych 75' |

| Ihroservice Simferopol (1L)      | 1 – 0    | (PL) Karpaty Lviv |
| -------------------------------- | -------- | ----------------- |
| Nalepa 7' (l.n.) · Yakymenko 71' | Chi tiết |                   |

| Metalurh Zaporizhia (PL) | 0 – 1 (s.h.p.) | (PL) Tavriya Simferopol |
| ------------------------ | -------------- | ----------------------- |
|                          | Chi tiết       | Halyuza 94'             |

| Nyva Ternopil (2L) | 1 – 0    | (PL) Kryvbas Kryvyi Rih |
| ------------------ | -------- | ----------------------- |
| Draholyuk 8'       | Chi tiết |                         |

| Sevastopol (2L) | 1 – 3    | (PL) Metalist Kharkiv              |
| --------------- | -------- | ---------------------------------- |
| Shevchuk 22'    | Chi tiết | Jakobia 29' · Nwoha 55' · Zézé 57' |

| Vorskla Poltava (PL)     | 2 – 0    | (PL) Kharkiv |
| ------------------------ | -------- | ------------ |
| Shvets 45' · Đuričić 62' | Chi tiết |              |

| Titan Armyansk (2L) | 0 – 3    | (PL) Chornomorets Odessa                             |
| ------------------- | -------- | ---------------------------------------------------- |
|                     | Chi tiết | Mello 34' · Karytska 46' (ph.đ.), 73' · Shandruk 85' |

| Dynamo Kyiv (PL)   | 2 – 0    | (PL) Dnipro Dnipropetrovsk |
| ------------------ | -------- | -------------------------- |
| Shatskikh 17', 69' | Chi tiết |                            |

| FC Lviv (1L)                            | 2 – 1    | (PL) Zakarpattia Uzhhorod |
| --------------------------------------- | -------- | ------------------------- |
| B.Baranets 22' (ph.đ.) · H.Baranets 80' | Chi tiết | Bundash 55'               |

| Helios Kharkiv (1L) | 0 – 2    | (PL) Arsenal Kyiv                     |
| ------------------- | -------- | ------------------------------------- |
|                     | Chi tiết | Demetradze 25' · dos Santos Silva 63' |

| Kniazha Schaslyve (2L) | 0 – 1    | (1L) Illichivets Mariupol |
| ---------------------- | -------- | ------------------------- |
|                        | Chi tiết | Lima de Moura 34'         |

| Yednist Plysky (2L) | 0 – 3    | (1L) Stal Alchevsk                          |
| ------------------- | -------- | ------------------------------------------- |
|                     | Chi tiết | Mostovyi 27' · Okana-Stazi 47' · Kozlov 76' |

| MFK Mykolaiv (1L) | 0 – 1    | (PL) Shakhtar Donetsk |
| ----------------- | -------- | --------------------- |
|                   | Chi tiết | Jádson 65' (ph.đ.)    |

### Vòng 16 đội
Các trận đấu diễn ra vào ngày 31 tháng 10 năm 2007.
| Desna Chernihiv (1L)   | 1 – 1 (s.h.p.) | (PL) Naftovyk Okhtyrka |
| ---------------------- | -------------- | ---------------------- |
| Yermolenko 33' (ph.đ.) | Chi tiết       | Kotenko 57'            |
| Loạt sút luân lưu      |                |                        |
|                        | 3–5            |                        |

| Stal Alchevsk (1L) | 1 – 2    | (PL) Metalurh Donetsk |
| ------------------ | -------- | --------------------- |
| Toty 35'           | Chi tiết | Bulut 45' · Vogt 77'  |

| Ihroservice Simferopol (1L) | 1 – 4    | (PL) Dynamo Kyiv                                      |
| --------------------------- | -------- | ----------------------------------------------------- |
| Volodymyr Martynov 54'      | Chi tiết | Shatskikh 6' · Corrêa 7' · Bangoura 15' · Ghioane 90' |

| Dnister Ovidiopol (1L) | 0 – 1    | (PL) Vorskla Poltava |
| ---------------------- | -------- | -------------------- |
|                        | Chi tiết | Grumić 44'           |

| Nyva Ternopil (2L) | 0 – 0 (s.h.p.) | (PL) Tavriya Simferopol |
| ------------------ | -------------- | ----------------------- |
|                    | Chi tiết       |                         |
| Loạt sút luân lưu  |                |                         |
|                    | 5–6            |                         |

| FC Lviv (1L) | 1 – 2    | (1L) Illichivets Mariupol |
| ------------ | -------- | ------------------------- |
| Teplyi 16'   | Chi tiết | Buryak 69' · Ivashko 81'  |

| Shakhtar Donetsk (PL)                                 | 4 – 1    | (PL) Arsenal Kyiv |
| ----------------------------------------------------- | -------- | ----------------- |
| Hübschman 3' · Brandão 13' · Willian 60' · Jádson 69' | Chi tiết | Essola 44'        |

| Chornomorets Odessa (PL)                   | 2 – 2 (s.h.p.) | (PL) Metalist Kharkiv |
| ------------------------------------------ | -------------- | --------------------- |
| Vázquez 45' · Biletskyi 56' · Humenyuk 60' | Chi tiết       | Zézé 10' · Devich 47' |
| Loạt sút luân lưu                          |                |                       |
|                                            | 3–1            |                       |

### Tứ kết

#### Lượt đi
Vòng Tứ kết bao gồm 2 trận đấu lượt đi và về. Các trận đấu diễn ra từ ngày 17 tháng 11 đến 15 tháng 1 năm 2008. 
| Naftovyk Okhtyrka (PL)             | 2 – 3    | (PL) Metalurh Donetsk               |
| ---------------------------------- | -------- | ----------------------------------- |
| Karakevych 3' (ph.đ.) · Ivanov 37' | Chi tiết | Kosyrin 38', 73' (ph.đ.) · Mitu 66' |

| Tavriya Simferopol (PL)       | 2 – 0    | (PL) Dynamo Kyiv |
| ----------------------------- | -------- | ---------------- |
| Jokšas 26' · Zborovskyi 90+2' | Chi tiết |                  |

| Vorskla Poltava (PL) | 0 – 3    | (PL) Shakhtar Donetsk                              |
| -------------------- | -------- | -------------------------------------------------- |
| Chyzhov 26' 76'      | Chi tiết | Chyhrynsky 55' · Raț 77' (ph.đ.) · Fernandinho 88' |

| Illichivets Mariupol (1L)   | 2 – 1    | (PL) Chornomorets Odessa |
| --------------------------- | -------- | ------------------------ |
| Lima 43' · Krasnopyorov 48' | Chi tiết | Vázquez 45+2'            |

#### Lượt về
| Metalurh Donetsk (PL) | 1 – 0    | (PL) Naftovyk Okhtyrka |
| --------------------- | -------- | ---------------------- |
| Havrysh 22'           | Chi tiết |                        |

Metalurh Donetsk thắng 4–2 sau hai lượt trận.
| Dynamo Kyiv (PL)                      | 3 – 0    | (PL) Tavriya Simferopol |
| ------------------------------------- | -------- | ----------------------- |
| Bangoura 2', 48' (ph.đ.) · Husyev 39' | Chi tiết |                         |

Dynamo Kyiv thắng 3–2 sau hai lượt trận.
| Shakhtar Donetsk (PL) | 1 – 1    | (PL) Vorskla Poltava   |
| --------------------- | -------- | ---------------------- |
| Hai 55'               | Chi tiết | Donets 28' · Curri 64' |

Shakhtar Donetsk thắng 4–1 sau hai lượt trận.
| Chornomorets Odessa (PL)                              | 4 – 0    | (1L) Illichivets Mariupol |
| ----------------------------------------------------- | -------- | ------------------------- |
| Biletskyi 46' · Karytska 76' (ph.đ.), 90' · Mello 82' | Chi tiết |                           |

Chornomorets Odessa thắng 5–2 sau hai lượt trận.

### Bán kết
Các trận Bán kết diễn ra vào ngày 19 tháng Ba và 16 tháng 4 năm 2008.

#### Lượt đi
| Chornomorets Odessa (PL) | 1 – 2    | (PL) Shakhtar Donetsk                 |
| ------------------------ | -------- | ------------------------------------- |
| Karytska 72' (ph.đ.)     | Chi tiết | Lewandowski 41' · Brandão 64' (ph.đ.) |

| Dynamo Kyiv (PL)        | 2 – 1    | (PL) Metalurh Donetsk |
| ----------------------- | -------- | --------------------- |
| Husyev 43' · Aliyev 88' | Chi tiết | Kosyrin 55'           |

#### Lượt về
| Shakhtar Donetsk (PL)                         | 3 – 0    | (PL) Chornomorets Odessa |
| --------------------------------------------- | -------- | ------------------------ |
| Luiz Adriano 4' · Kravchenko 72' · Duljaj 74' | Chi tiết |                          |

Shakhtar Donetsk thắng 5–1 sau hai lượt trận.
| (PL) Metalurh Donetsk | 0 – 1    | (PL) Dynamo Kyiv |
| --------------------- | -------- | ---------------- |
|                       | Chi tiết | Ghioane 68'      |

Dynamo Kyiv thắng 3–1 sau hai lượt trận.

## Chung kết
| Shakhtar Donetsk                                             | 2 – 0    | Dynamo Kyiv                 |
| ------------------------------------------------------------ | -------- | --------------------------- |
| Hladkyy 44', 57' 87' · Brandão 64' · Hai 78' · Yezerskiy 80' | (Report) | Diakhaté 73' · Bangoura 80' |

## Danh sách ghi bàn nhiều nhất
Danh sách các cầu thủ ghi bàn nhiều nhất ở Cúp bóng đá Ukraina 2007–08 như sau:
| Cầu thủ            | Số bàn thắng | Đội bóng            |
| ------------------ | ------------ | ------------------- |
| Uladzimir Karytska | 5            | Chornomorets Odessa |
| Oleksandr Kosyrin  | 3            | Metalurh Donetsk    |
| Ismaël Bangoura    | 3            | Dynamo Kyiv         |
| Maksim Shatskikh   | 3            | Dynamo Kyiv         |
| Viktor Arefyev     | 3            | FC Olimpik Donetsk  |
| Hryhoriy Baranets  | 3            | FC Lviv             |